# Denílson Pereira Neves
Denílson Pereira Neves (født 16. februar 1988 i São Paulo, Brasilien) er en brasiliansk fodboldspiller, der spiller som midtbanespiller i den brasilianske Campeonato Brasileiro-klub São Paulo, som blandt andet er hans barndomsklub. Dette er 2. gang han spiller for klubben, som han her i 2. omgang har spillet for siden 2013. Han startede også senior karrieren i klubben startende i 2005, hvor han i 2006 skiftede til Premier League-klubben Arsenal FC. Derudover var han i 2011-2013 sæsonerne også lejet ud til klubben (kan ses til højre i fakta boksen).

## Klubkarriere

### São Paulo FC
Denílsons seniorkarriere startede i 2005 i São Paulo FC i hans fødeby, hvor han blandt andet var med til at vinde den sydamerikanske udgave af Champions League, Copa Libertadores, samt VM for klubhold. Den 31. august 2006 blev det offentliggjort, at Denílson havde skrevet kontrakt med Arsenal F.C. i den engelske Premier League, og han forlod dermed sit hjemland i en alder af bare 18 år.

### Arsenal F.C.
Denílson debuterede for Arsenal den 24. oktober 2006 i en Carling Cup-kamp mod West Bromwich, og den 30. december samme år fik han sin Premier League-debut i en udekamp mod Sheffield United. I de følgende år spillede han hovedsageligt kampe som indskifter, eller som en del af startopstillingen i de mindre turneringer.
I sæsonen 2008-09 opnåede Denílson mange optrædener fra start. Arsenal havde solgt både landsmanden Gilberto Silva og franske Mathieu Flamini, og da holdets anfører Cesc Fàbregas samtidig blev skadet gjorde det pludselig Denílson til en del af startopstillingen. Den 30. august 2008 scorede han sit første Premier League-mål for klubben, i en 3-0 hjemmesejr over Newcastle United.

### Retur til São Paulo FC
Den 14. juni 2013, blev det bekræftet, at Denilson skiftede tilbage til barndomsklubben. Her skrev han under på en 4-årig kontrakt. 

## Landshold
Denílson har været anfører for adskillige brasilianske ungdomshold, og blev i november 2006 desuden indkaldt til A-landsholdet til en kamp mod Schweiz. Han sad dog på bænken hele kampen, og står derfor (pr. juli 2011) stadig ikke noteret for en A-landskamp.

## Titler
Copa Libertadores
- 2005 med São Paulo FC

VM for klubhold
- 2005 med São Paulo FC